# يوهان زيغسمونت (ناخب براندنبورغ)
يوهان زيغسمونت (Johann Sigismund؛ هاله، 8 نوفمبر 1572 - برلين، 23 ديسمبر 1619) الأمير الناخب لمرغريفية براندنبورغ من آل هوهنتسولرن. كما أنه دوق بروسيا.

## ناخب براندنبورغ ودوق بروسيا
ولد يوهان زيغسمونت في هاله أن در زاله إبناً ليواكيم فريدرش، ناخب براندنبورغ من زوجته الأولى كتارينا براندنبورغ كوسترين. خلف والده مرغريفاً على براندنبورغ في عام 1608. في عام 1611، سافر يوهان زيغسمونت من كونيغسبيرغ إلى وارسو، حيث في 16 نوفمبر 1611 أعطاه زغمونت الثاني أوغست ملك بولندا هبة إقطاعية (دوقية بروسيا كانت إقطاعية بولندية في ذلك الوقت). أصبح رسمياً دوق بروسيا سنة 1618، رغم أنه كان قد شغل منصب الوصي على الدوق ألبرشت فريدرش المضطرب عقلياً قبل عدة سنوات، والذي توفي في السنة التالية.
أعطى يوهان زيغسمونت رايشسهوف كاستروب إلى معلمه ومربيه كارل فريدرش فون بورديليوس، في حين تحصل على أراضي كلفي ومارك ورافنسبيرغ بموجب معاهدة كزنتن سنة 1614.

## السياسة الدينية
كان تحول يوهان زيغسمونت من اللوثرية إلى الكالفينية أهم أعماله، بعد أنا عادل في وقت سابق حقوق كاثوليك بالبروتستانت في دوقية بروسيا بضغط من ملك بولندا. يعتقد أنه قد تحصل على دعم الكالفينية خلال زيارة لهايدلبيرغ سنة 1606، حتى تناول العشاء الرباني علناً وفق الطقوس الكالفينية عام 1613. ظلت الغالبية العظمى من رعاياه في براندنبورغ بما في ذلك زوجته الدوقة أنـّا لوثرية بعمق، ولكن. بعد أن وضع الناخب وحاشية بلاطه الكالفيني خططاً للتحويل الجماعي للسكان إلى إيمانه الجديد في فبراير 1614 على النحو الذي تنص عليه قاعدة «من له السلطة، له الدين» (باللاتينية: Cuius regio, eius religio) داخل الإمبراطورية الرومانية المقدسة، كانت هنالك احتجاجات خطيرة، وساندت زوجته اللوثريين. كان المقاومة القوية لدرجة أن يوهان زيغسمونت تراجع وتخلى عن كل محاولات التحول الديني القسري في سنة 1615. بدلا من ذلك، سمح لرعاياه إما بأن يكونوا إمـّا لوثريين أو كالفينيين كلٌ بما يمليه عليه ضميره. من حينها فصاعداً، باتت براندنبورغ بروسيا دولة ثنائية الطائفة.

## العائلة والأبناء
في 30 أكتوبر 1594، تزوج يوهان زيغسمونت من أنا بروسيا، ابنة ألبرشت فريدرش، دوق بروسيا (1553-1618). ورزقا بثمانية أبناء:
- غيورغ فيلهلم (13 نوفمبر 1595 - 1 ديسمبر 1640). خلفه.
- أنا صوفيا براندنبورغ (15 مارس 1598 - 19 ديسمبر 1659). تزوجت من فريدرش أولريش، دوق براونشفايغ فولفنبوتل.
- ماريا إليونورا براندنبورغ (11 نوفمبر 1599 - 28 مارس 1655). تزوجت من غوستاف الثاني أدولف ملك السويد. وهما والدا كرستينا ملكة السويد.
- كتارينا براندنبورغ (28 مايو 1602 - 27 أغسطس 1644). تزوجت من غاربييل بتلن، أمير ترانسيلفانيا وثانياً من فرانس كارل ساكسونيا لاونبورغ.
- يواكيم سيغيسموند من براندنبورغ (25 يوليو 1603 - 22 فبراير 1625).
- أغنيس من براندنبورغ (31 أغسطس 1606 - 12 مارس 1607).
- يوهان فريدريك براندنبورغ (18 أغسطس 1607 - 1 مارس 1608).
- ألبرشت كريستيان براندنبورغ (07-14 مارس 1609).

## وصلات خارجية
- تسوية دورتموند بين براندنبورغ بالاتينات نويبورغ وصراع الخلافة في يوليش، بالنص الكامل